# Mississippi (álbum)
Mississippi es el primer y único álbum de estudio de la banda australiana del mismo nombre. Fue publicado en noviembre de 1973 a través de Fantasy Records. Producido por Peter Jones y Ern Rose, Mississippi se grabó en los estudios Armstrong, en Melbourne, Victoria.

## Recepción de la crítica
Un escritor no especificado de la revista Record World comentó: “Un grupo australiano de bateadores que debería disfrutar de un éxito increíble en estas costas. Russ Johnson, Graham Goble y John Mower cantan con una gracia comparable a la de Crosby, Stills and Nash; y canciones como «Save the Land», «Feel Alone», «Sweet World» y «Kings of the World» muestran un tremendo potencial en las listas”. Un escritor no especificado de la revista Billboard describió Mississippi como un “esfuerzo excepcional del nuevo grupo con énfasis en voces de armonía suave como en «Feel Alone» y un excelente trabajo instrumental”. Un escritor no especificado de la revista Cash Box declaró: “Una interesante mezcla de rock y escucha relajada caracteriza este excelente nuevo LP que se destaca por los excelentes cortes, «Save the Land», «Sweet World», «Feel Alone», «Day Job Song» y «All Through the Day». Russ Johnson y Graham Goble escribieron todas las canciones del LP y reflejan una gran riqueza de conocimientos e imágenes descriptivas, particularmente en «Kings of the World», «When You're Old» y «Mr. Moondog». Peter Jones y Ern Rose complementan bastante bien el estilo del trío, acomodando profesionalmente a los distintos estados de ánimo”.

## Lista de canciones
Todas las canciones escritas y compuestas por Graham Goble, excepto donde esta anotado. 
| Lado uno |                                |          |  |
| N.º      | Título                         | Duración |  |
| 1.       | «Save the Land» (Russ Johnson) | 5:15     |  |
| 2.       | «Mr. Moondog» (Johnson)        | 2:48     |  |
| 3.       | «Three Days»                   | 3:50     |  |
| 4.       | «All Through the Day»          | 2:53     |  |
| 5.       | «Sweet World»                  | 4:37     |  |

| Lado dos |                             |          |  |
| N.º      | Título                      | Duración |  |
| 1.       | «Feel Alone»                | 3:38     |  |
| 2.       | «Do I» (Johnson)            | 3:53     |  |
| 3.       | «Kings of the World»        | 2:30     |  |
| 4.       | «City Sunday» (Johnson)     | 1:30     |  |
| 5.       | «When You're Old» (Johnson) | 3:23     |  |
| 6.       | «Day Job Song»              | 4:52     |  |

## Créditos y personal
Créditos adaptados desde las notas de álbum de Mississippi.
| Lado uno 1. «Save the Land» - Russ Johnson – voz principal, guitarra acústica y eléctrica - Graham Goble – guitarra acústica, armonía - John Mower – armonía - Peter Jones – piano - Geoff Cox – batería - Barry Sullivan – bajo eléctrico 2. «Mr. Moondog» - Russ Johnson – voz principal y armonía, guitarra acústica - John Mower – voz principal y armonía - Graham Goble – voz principal y armonía 3. «Three Days» - John Mower – voz principal - Graham Goble – guitarra acústica, armonía - Russ Johnson – guitarra acústica y eléctrica, armonía - Geoff Cox – batería - Barry Sullivan – bajo eléctrico 4. «All Through the Day» - Graham Goble – voz principal y armonía - John Mower – armonía - Peter Jones – piano - Graeme Lyall – flauta - Barry Sullivan – bajo eléctrico - Geoff Cox – batería 5. «Sweet World» - John Mower – voz principal y armonía - Graham Goble – guitarra acústica, armonía - Russ Johnson – guitarra eléctrica, armonía - Graeme Lyall – flauta - Barry Sullivan – bajo eléctrico - Geoff Cox – batería | Lado dos 1. «Feel Alone» - Graham Goble – voz principal, guitarra acústica - Russ Johnson – guitarra eléctrica, armonía - John Mower – armonía - Brian Cadd – piano - Barry Sullivan – bajo eléctrico - Geoff Cox – batería 2. «Do I» - Russ Johnson – voz principal, guitarra eléctrica y acústica, percusión - Graham Goble – armonía - Graeme Lyall – saxofón tenor y soprano - Peter Jones – pandereta, percusión - Barry Sullivan – bajo eléctrico - Geoff Cox – batería 3. «Kings of the World» - Graham Goble – voz principal, guitarra acústica - Russ Johnson – guitarra eléctrica, armonía - John Mower – armonía - Geoff Cox – batería - Barry Sullivan – bajo eléctrico 4. «City Sunday» - John Mower – voz principal - Russ Johnson – guitarra acústica, armonía - Graham Goble – guitarra acústica, armonía 5. «When You're Old» - Russ Johnson – voz principal, guitarra acústica - Graham Goble – guitarra acústica, armonía - John Mower – armonía - Geoff Cox – batería - Barry Sullivan – bajo eléctrico 6. «Day Job Song» - John Mower – voz principal - Russ Johnson – guitarra eléctrica, armonía - Graham Goble – guitarra acústica, percusión, armonía - John Gray – bajo eléctrico - Tea van Zyl – batería |

Personal técnico
- Peter Jones – productor
- Ern Rose – productor, ingeniero de audio
- Tony Lane – director artístico, diseño de portada
- Bruce Cleland – fotografía
- Philip Carroll – ensamblaje de portada

## Posicionamiento
| Gráfica (1973)                | Pico de posición |
| ----------------------------- | ---------------- |
| Australia (Kent Music Report) | 21               |